# Рудольф III (курфюрст Саксонії)
Рудольф III (*Rudolf III., 1367/1373 — 11 червня 1419) — 4-й курфюрст Саксонії у 1388—1419 роках.

## Життєпис
Походив з династії Асканіїв, саксен-віттенберзької гілки. Старший син Венцеля I, курфюрста Саксонії, та Цецилії делла Каррара. Дата народження точна невідома, приблизно між 1367 та 1373 роками. Між 1387 та 1389 роками одружився з представницею Веттінів.
У 1388 році після смерті батька успадкував родинні володіння й титул курфюрства. Невдовзі завершив війну за Люнебурзьку спадщину, відмовившись від Люнебурзького князівства. Зберігав політику попередника, що орієнтувалася на династію Люксембургів. 1395 року помирає його дружина. Згодом одружився вдруге — з представницею сілезьких П'ястів.
Значну частину правління присвятив боротьбі з Магдебурзьким архієпископством за прикордонні володіння. Боротьба завершилася у 1408 році підписанням угоди з архієпископом Гюнтером II фон Шварцбургом, за якою Саксонія отримала феод Ютербог. На виборах 1410 року німецького короля підтримував кандидатуру Сигізмунда Люксембурга.
У 1419 року за наказом Сигізмунда Люксембурга рушив на з'єднання з основними силами хрестоносців проти гуситів Богемії. Втім на шляху несподівано помер. Йому спадкував брат Альбрехт III.

## Родина
1 Дружина — Анна Майсенська, донька Балтазара Веттіна, ландграфа Тюрингії
Діти:
- Схоластика (1393—1463) — дружина Яна I Жаганьського

2 Дружина — Барбара, донька Рупрехта I з Сілезьких П'ястів, князя Легницького.
Діти:
- Рудольф (д/н—1406)
- Венцель (д/н—1407)
- Зигмунд (д/н—1407)
- Барбара (1405—1465) —дружина Йоганна I Гогенцоллерна, маркграфа Бранденбург-Кульмбаського